# Łękwica

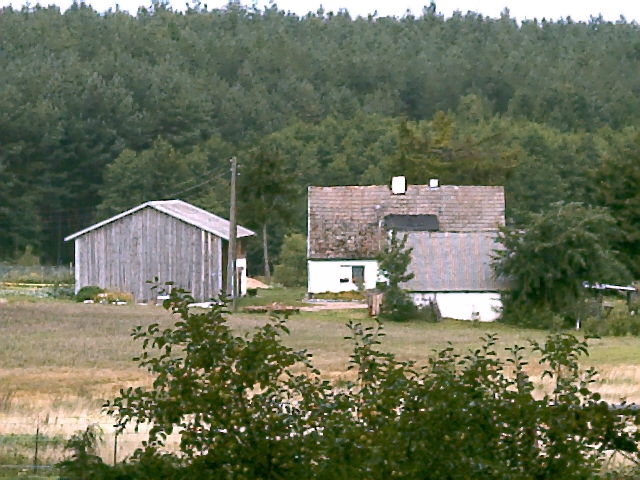
Bauerngehöft aus der Vorkriegszeit

Łękwica, auch Lękwica (deutsch Lankwitz, kaschubisch Łenkwicô) ist ein Dorf in der Nähe der Stadt Słupsk (Stolp) in der Woiwodschaft Pommern in Polen.

## Geographische Lage
Das Dorf liegt in Hinterpommern, etwa 15 Kilometer nordöstlich von Słupsk und sechs Kilometer südlich des Jezioro Gardno (Garder Sees).

## Geschichte
Das Dorf war als Streusiedlung entstanden. In einem Lehensbrief von 1493 erscheint die Ortschaft, die ehemals ein altes Lehen der Familie Bandemer war, unter dem Ortsnamen Lanckewitze. Um 1784 gab es in Lankwitz ein Vorwerk, einen Vollbauern, eine Halbbauern, zwei Kossäten und insgesamt sechs Haushaltungen. Um diese Zeit befand sich das Dorf im Besitz des Obersten Ernst Ludwig von Bandemer, der es von einer Angehörigen seine Familie für 3000 Taler gekauft hatte. Bis 1825 blieb das Dorf im Besitz der Familie Bandemer. Im Jahr 1858 wurde das Gut von einem Herrn Hell aufgekauft. Danach wechselten die Besitzer einige Male. 
Im Jahr 1925 standen in Lankwitz 33 Wohngebäude bei einer Wohnbevölkerung von 173 Einwohnern (somit im Durchschnitt 5,24 Einwohner je Haus). Die Mehrheit der Bevölkerung war mit 171 Protestanten (98,8 %) evangelischen Glaubens, während nur zwei Einwohner (1,2 %) römisch-katholischer Konfession waren. Im Jahr 1939 wurden hier 167 Einwohner gezählt, die in 34 Haushaltungen lebten. Außer dem Gut, das 178 Hektar groß war, gab es in Lankwitz zwanzig landwirtschaftliche Betriebe. Im Jahr 1938 war Artur Schwertfeger der Besitzer des Gutsbetriebs.
Vor 1945 gehörte Lankwitz zum Landkreis Stolp, Regierungsbezirk Köslin, der Provinz Pommern. Die Gemeindefläche war 510 Hektar groß. Lankwitz war der einzige Wohnort in der Gemeinde Lankwitz.
Lankwitz wurde gegen Ende des Zweiten Weltkriegs am 9. März 1945 von der Roten Armee besetzt. Da die Ortschaft im russischen militärischen Sperrgebiet an der Ostsee lag, mussten die Dorfbewohner ihr Dorf am 29. März 1945 vorübergehend verlassen. Die Dorfbewohner kamen in ein Sammellager nach Starnitz im Kreis Stolp, wo etwa 1000 Personen untergebracht waren. Viele starben hier an Typhus. Anfang Mai durften die Lankwitzer wieder nach Hause. Im Herbst 1945 kamen die Polen. Die Einwohner wurden enteignet und vertrieben. Lankwitz wurde in Łękwica umbenannt. 
Später wurden in der Bundesrepublik Deutschland 86 und in der DDR 41 aus Lankwitz stammende Dorfbewohner ermittelt.
Das Dorf hat heute etwa 60 Einwohner.

### Kirche
Die vor 1945 in Lankwitz anwesende Bevölkerung war ganz überwiegend evangelisch. Lankwitz war dem Kirchspiel Groß Garde angegliedert und gehörte damit zum Kirchenkreis Stolp-Altstadt.

### Schule
Vor 1945 verfügte Lankwitz über eine Volksschule. Diese war im Jahr 1932 einstufig; zu diesem Zeitpunkt unterrichtete ein einzelner Lehrer 47 Schulkinder.